# Haraszim
Haraszim (hebr. חרשים; ang. Harashim; pol. Rzemieślnicy) – wieś komunalna położona w Samorządzie Regionu Misgaw, w Dystrykcie Północnym, w Izraelu.

## Położenie
Wieś jest położona na wysokości 822 metrów n.p.m. na południowej krawędzi Górnej Galilei. Leży na szczycie góry Har Szezor (886 m n.p.m.), która stanowi północną granicę Doliny Bet ha-Kerem i jest przejściem do południowych stoków masywu góry Meron (1208 m n.p.m.). Na zachód od wsi przepływa strumień Talil, za którym rozpoczyna się pasmo górskie Matlul Curim (wysokość do 769 m n.p.m.). Po stronie wschodniej jest wadi strumienia Rama, a na północnym wschodzie wadi strumienia Peki’in. Na północy leży pofałdowany płaskowyż ze wzgórzami Tel Haraszim (690 m n.p.m.) i Har Pelech (796 m n.p.m.). Okoliczne wzgórza porasta duży las dębowy. W otoczeniu wsi Haraszim znajdują się miejscowości Peki’in, Bet Dżan, Rama, Sadżur, Nachf i Kisra-Sumaj, wieś komunalna Har Chaluc, oraz druzyjska wieś En al-Asad.

### Podział administracyjny
Haraszim jest położona w Samorządzie Regionu Misgaw, w Poddystrykcie Akka, w Dystrykcie Północnym Izraela.

### Klimat
Haraszim ma klimat śródziemnomorski (klasyfikacja Köppena: Csa), który charakteryzuje się gorącymi i suchymi latami oraz chłodnymi i deszczowymi zimami. Pora deszczowa trwa zazwyczaj od października do kwietnia. Panuje tu praktycznie bezdeszczowe lato (brak opadów w okresie od początku czerwca do końca sierpnia). Zimą mróz i opady śniegu są sporadyczne, ale występują co roku. Z rocznymi opadami 986,6 mm Haraszim jest najbardziej wilgotnym zamieszkanym miejscem w Izraelu.
| Miesiąc                                  | Sty  | Lut  | Mar  | Kwi  | Maj  | Cze  | Lip  | Sie  | Wrz  | Paź  | Lis  | Gru  | Roczna |
| ---------------------------------------- | ---- | ---- | ---- | ---- | ---- | ---- | ---- | ---- | ---- | ---- | ---- | ---- | ------ |
| Średnie temperatury w dzień [°C]         | 11,3 | 12,4 | 15,7 | 20,0 | 24,6 | 27,1 | 28,9 | 29,3 | 27,7 | 24,5 | 18,5 | 13,5 | 21,1   |
| Średnie dobowe temperatury [°C]          | 8,2  | 8,8  | 11,3 | 14,7 | 18,8 | 21,5 | 23,4 | 23,7 | 22,1 | 19,3 | 14,5 | 10,3 | 16,4   |
| Średnie temperatury w nocy [°C]          | 5,0  | 5,1  | 6,9  | 9,5  | 13,0 | 16,0 | 18,0 | 18,2 | 16,4 | 14,1 | 10,4 | 7,2  | 11,6   |
| Opady [mm]                               | 267  | 189  | 106  | 47   | 17,4 | 1,7  | 0    | 0    | 4,7  | 33   | 107  | 214  | 986,8  |
| Średnia liczba dni z opadami             | 12,5 | 10,3 | 8,0  | 4,3  | 2,1  | 0,5  | 0    | 0    | 0,7  | 3,4  | 6,0  | 10,5 | 58,3   |
| Źródło: Izraelska Służba Meteorologiczna |      |      |      |      |      |      |      |      |      |      |      |      |        |

## Demografia
Stałymi mieszkańcami wsi są wyłącznie Żydzi. Tutejsza populacja jest świecka:

Źródło danych: Central Bureau of Statistics.

## Historia
Osada została założona w 1980 roku w ramach rządowego projektu Perspektywy Galilei, którego celem było wzmocnienie pozycji demograficznej społeczności żydowskiej na północy kraju. Początkowo osiedliło się tutaj siedem rodzin. Rozwój wioski był utrudniony, ponieważ okoliczny teren był chroniony jako rezerwat przyrody obejmujący południowe stoki góry Meron. Interwencja władz wymusiła zmiany statusu prawnego wioski. Ze względu na wysokie położenie wsie w górskiej okolicy, prawie każdego roku występują tutaj opady śniegu. Suma rocznych opadów deszczu sięga 1000 mm. Jest to jedno z najbardziej deszczowych miejsc w Izraelu. Od 1986 roku swoją siedzibę ma tutaj stacja Izraelskiej Służby Meteorologicznej.

### Nazwa
Nazwa wsi pochodzi od pobliskiego wzgórza Tell Haraszim, na której znajdują się pozostałości starożytnego miasta o tej samej nazwie. Badania archeologiczne odkryły tutaj pozostałości kuźni, stąd nazwa Rzemieślnicy.

## Edukacja
Wieś utrzymuje przedszkole. Starsze dzieci są dowożone do szkoły podstawowej we wsi Gilon.

## Kultura i sport
We wsi jest ośrodek kultury z biblioteką. Z obiektów sportowych jest basen pływacki, boisko do koszykówki oraz siłownia.

## Infrastruktura
We wsi jest przychodnia zdrowia, sklep wielobranżowy oraz warsztat mechaniczny.

## Turystyka
Wieś jest położona w pięknym gaju dębowym na skraju góry Meron. W jej otoczeniu urządzono punkty widokowe oraz wytyczono szlaki turystyczne. We wsi znajdują się domki letniskowe. Jest tu także ośrodek specjalizujący się rehabilitacją osób niesłyszących i głuchoniemych. Osoby te mogą tutaj zbliżyć się do natury i odczuć szczególny związek z naturalnym środowiskiem.

## Gospodarka
Lokalna gospodarka opiera się na obsłudze ruchu turystycznego. Jest tu także winnica.

## Transport
Ze wsi wyjeżdża się na wschód na drogę nr 864, którą jadąc na północny zachód dojeżdża się do miejscowości Peki’in, lub na południowy wschód do miejscowości Rama i skrzyżowania z drogą nr 85. Lokalna droga prowadzi na wschód do miejscowości Bet Dżan.